# Кашино (Богородський міський округ)
Ка́шино (рос. Кашино) — присілок у складі Богородського міського округу Московської області, Росія.

## Населення
Населення — 11 осіб (2010; 19 у 2002).
Національний склад (станом на 2002 рік):
- росіяни — 95 %